# HMS Ystad (T142/R142)
HMS Ystad (T142), senare (R142), var en torpedbåt av Norrköping-klass i svenska marinen och sjösattes 1976. Hon byggdes om till robotbåt 1982–1984 och fick då beteckningen R142 istället för T142.
Ystad var en av de två sista robotbåtarna i operativ tjänst i den svenska marinen. Hon ingick tillsammans med HMS Norrköping i 34. robotbåtsdivisionen fram till sommaren 2005.
Hösten 2006 övertogs fartyget av en ideell förening som sköter underhåll och drift och har därför blivit fråntagen prefixet HMS. Fartyget blev i samband med detta flyttat från Karlskrona tillbaks till gamla hemmavatten Stockholm och Gålö/Musköbasen. HMS Ystad ägs av Sjöhistoriska museet men drivs och sköts av Föreningen Svenska Robotbåtar och har hemmabas på Gålöbasen.

## Förband
HMS Ystad R142, tidigare T142, har sedan begynnelsen tillhört följande förband:
- 1977: 11.tbdiv, 11:e Torpedbåtsdivisionen, Gålö tom 1983. Därefter 11.rbbdiv, 11:e Robotbåtsdivisionen, Berga.
- 1978: 11.tbdiv.
- 1979: 11.tbdiv.
- 1980: 11.tbdiv.
- 1981: 11.tbdiv
- 1982: -
- 1983: 44.rbbdiv.
- 1984: 11.rbbdiv.
- 1985: 11.rbbdiv.

## Galleri

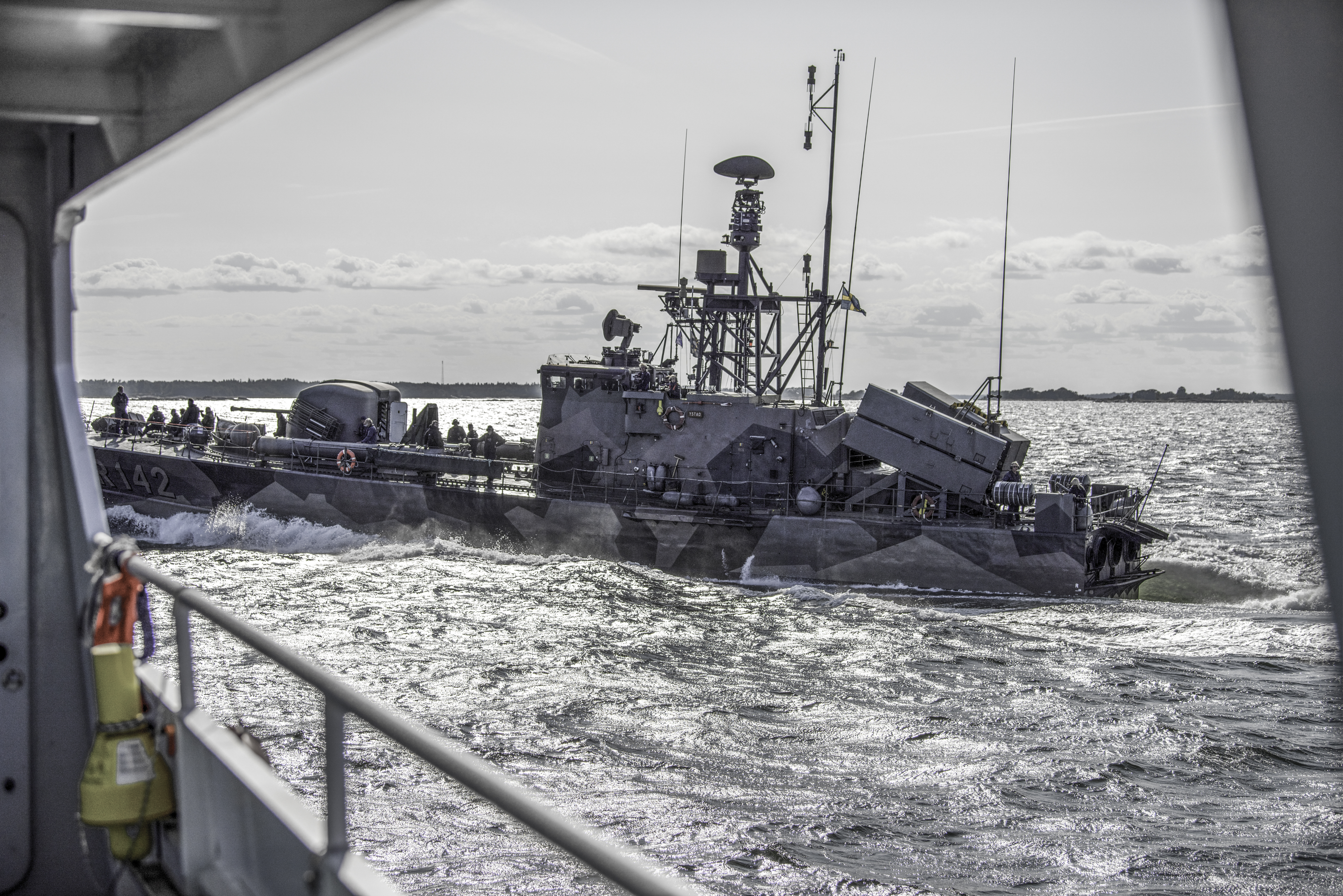
HMS Ystad passerar MS Sjöbris akterifrån på styrbord sida i Stockholms yttre skärgård 2019.
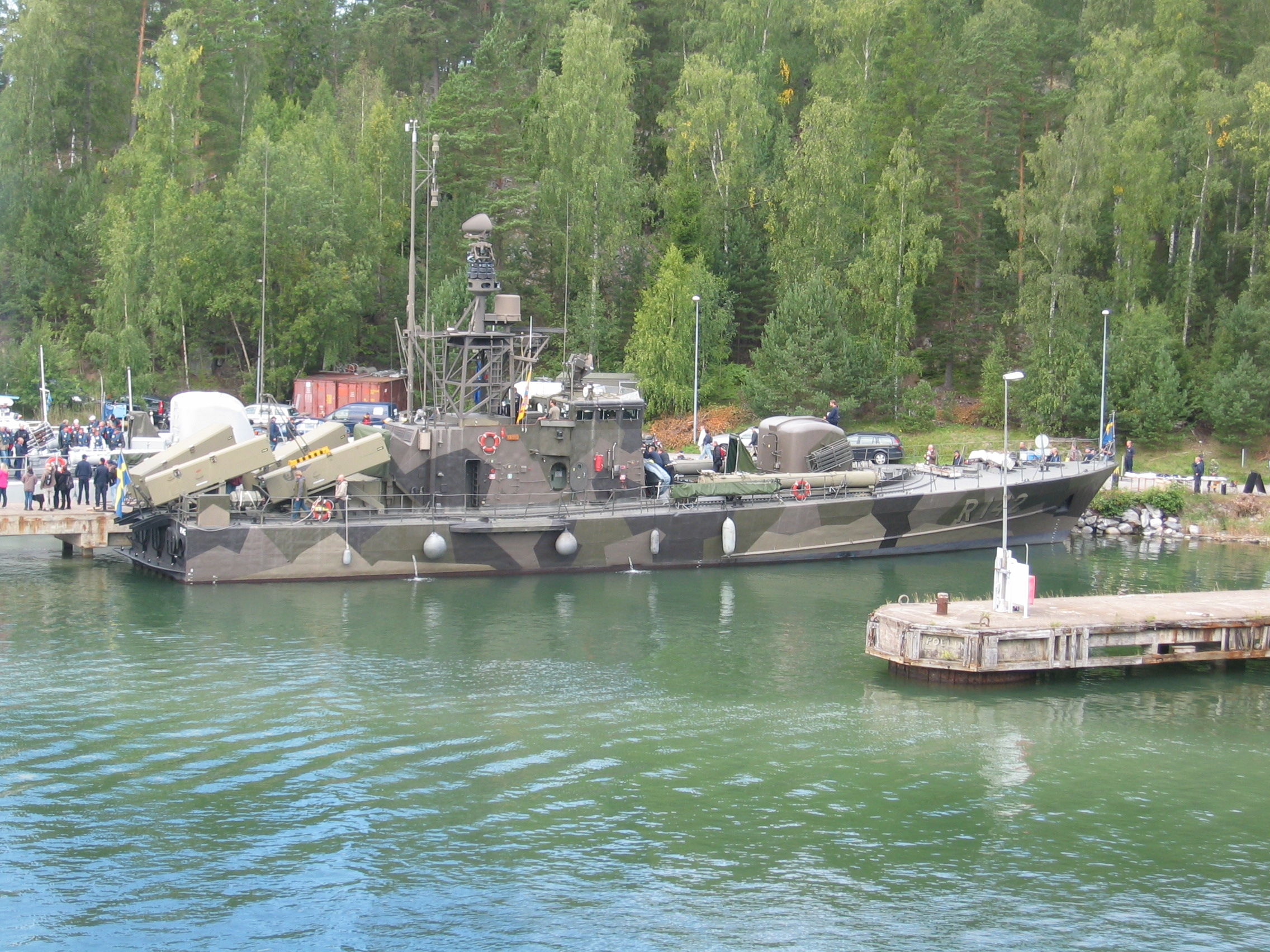
HMS Ystad (R142).
HMS Ystads vapen.